# Židé v Jihlavě

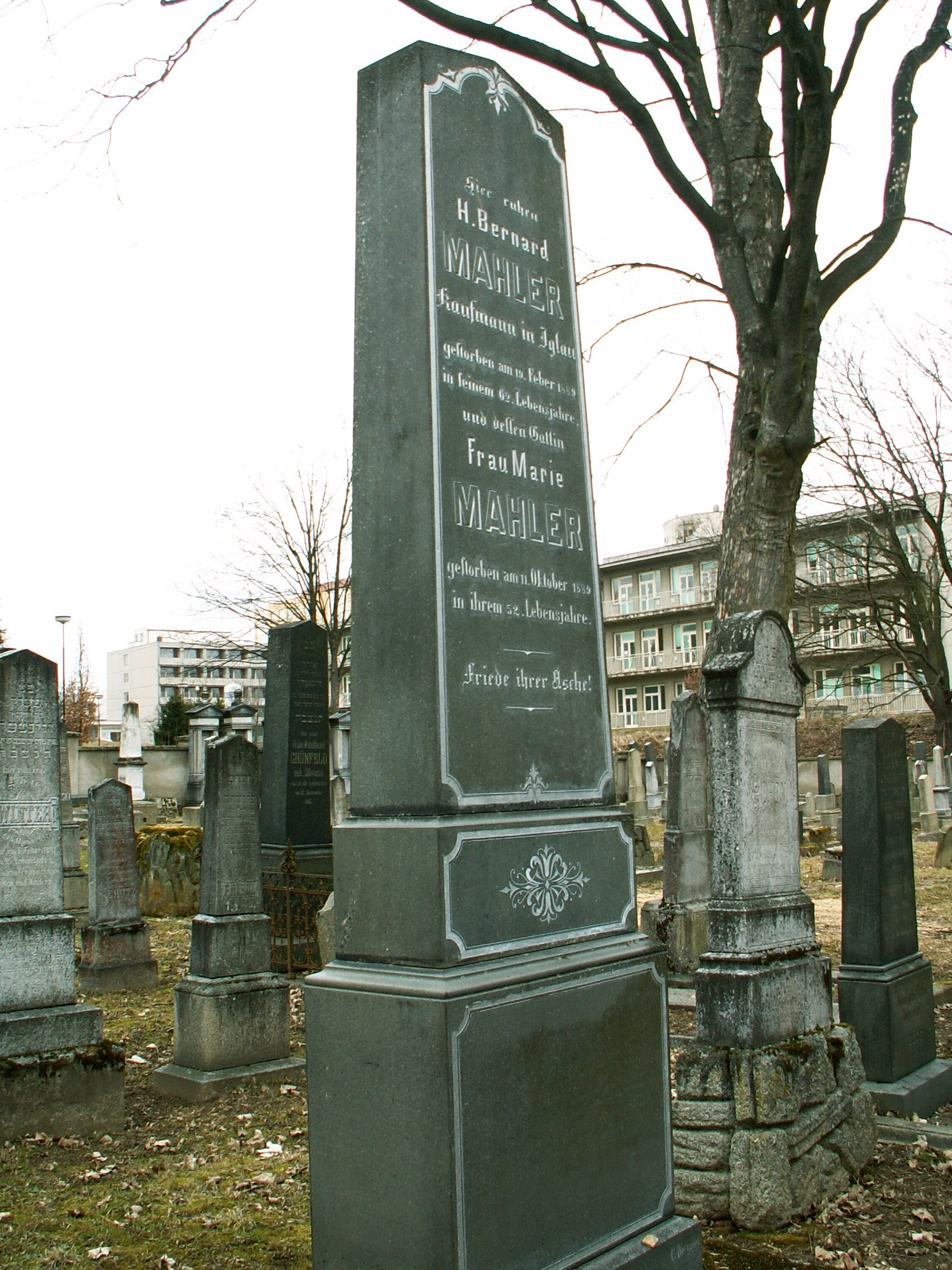
Náhrobek rodičů skladatele Gustava Mahlera na židovském hřbitově v Jihlavě

Židé v Jihlavě jsou poprvé zmiňováni roku 1249, kdy český král Václav I. a moravský markrabě Přemysl Otakar vydali pro Jihlavu listinu městských a horních práv, jež se samozřejmostí předpokládala přítomnost židovského obyvatelstva v tomto městě. Předně bylo obchodníkům, kupcům, krčmářům a Židům zapovězeno přijímat do zástavy nebo do úschovy církevní předměty. Další ustanovení zakazovalo o Velkém pátku jakýkoli styk mezi židy a křesťany, nejspíš aby se předešlo protižidovským násilnostem, vedených touhou křesťanů pomstít se židům podle principu kolektivní viny za Ježíšovu smrt. Trest pohřbení zaživa měl nakonec stihnout žida a vdanou křesťanku usvědčené ze smilstva anebo křesťana a židovku usvědčené z pohlavního styku.
Roku 1345 moravský markrabě Karel kvůli zvýšení příjmů královské komory osvobodil Židy, kteří se přestěhují do Jihlavy, od jejich původních povinností. Toto opatření přispělo ke zvýšení počtu Židů v tomto městě. Postupně se začali usazovat v okolí dnešní ulice Matky Boží, v místech později pojmenovaných jako Přední a Zadní Židovská ulice (nyní Židovská). Součástí středověké židovské čtvrti byla také synagoga v severovýchodním rohu dnešního křížení ulic Židovská a Mrštíkova. Židé měli svou samosprávu v čele s rychtářem i vlastního učitele. Roku 1426 jihlavští měšťané, z nichž mnozí měli od Židů vypůjčené peníze, využili obvinění Židů z údajné dohody s husity a s podporou Albrechta Habsburského je vyhnali.
Menší osídlení zde vzniklo v polovině 15. století, ale Vladislav II. Jagellonský Židy roku 1506 znovu vypověděl. Židé se do Jihlavy vrátili kolem roku 1837. Tehdy se prameny zmiňují o pouhých 17 židovských obyvatelích Jihlavy. Ve 2. polovině 19. století došlo k nárůstu jejich počtu a také zde od roku 1858 vznikla židovská obec. V roce 1929 měla 1400 finančně přispívajících členů. Zároveň ve městě vznikla řada spolků sdružujících židovské ženy, chrámové pěvce, akademiky či židovskou mládež. V roce 1918 vznikl Spolek českých pokrokových Židů. Konec nejen rozmachu Židů, ale vůbec přítomnosti Židů v Jihlavě učinila německá okupace. Po druhé světové válce roku 1945 se sice do Jihlavy navrátilo 32 Židů a židovská obec byla obnovena, ta však byla později změněna v synagogální sbor, který zanikl v 70. letech 20. století.

## Židovské památky
- Židovský hřbitov – poblíž Domu zdraví, severně od ústředního hřbitova
- Jihlavská synagoga – v Benešově ulici, vypálená převážně německým obyvatelstvem v roce 1939 v noci z 29. na 30. března
- Park Gustava Mahlera na místě bývalé jihlavské synagogy

## Významní jihlavští židé
- bankéř Karel von Morawitz (1846–1914)
- rakouský rabín dr. Joachim Jakob Unger zde působil v letech 1860–1912
- hudební skladatel a dirigent Gustav Mahler zde prožil své dětství a mládí v letech 1860–1875
- zubař a sekretář Theodora Herzla Siegmund Werner (1867–1928)
- anatom a politik dr. Julius Tandler (1869–1939)
- režisér Karel Meinhard (1875–1949)
- spisovatel Ernst Sommer (1888–1955)
- zpěvák Jára Pospíšil (1905–1979)
- básník a politik Louis Fürnberg (1909–1957)
- fotograf Rudi Weissenstein (1910–1992)